# Абросиха (Костромська область)
Абросиха (рос. Абросиха) — присілок в Межевському районі Костромської області Російської Федерації.
Населення становить 8 осіб. Належить до муніципального утворення Нікольське сільське поселення.

## Історія
Від 1944 року населений пункт належить до Костромської області.
Від 2007 року входить до складу муніципального утворенняНікольське сільське поселення.

## Населення
| 2008 | 2010 | 2014 |
| ---- | ---- | ---- |
| 10   | ↘9   | ↘8   |